# St. Elisabeth (Rimbeck)

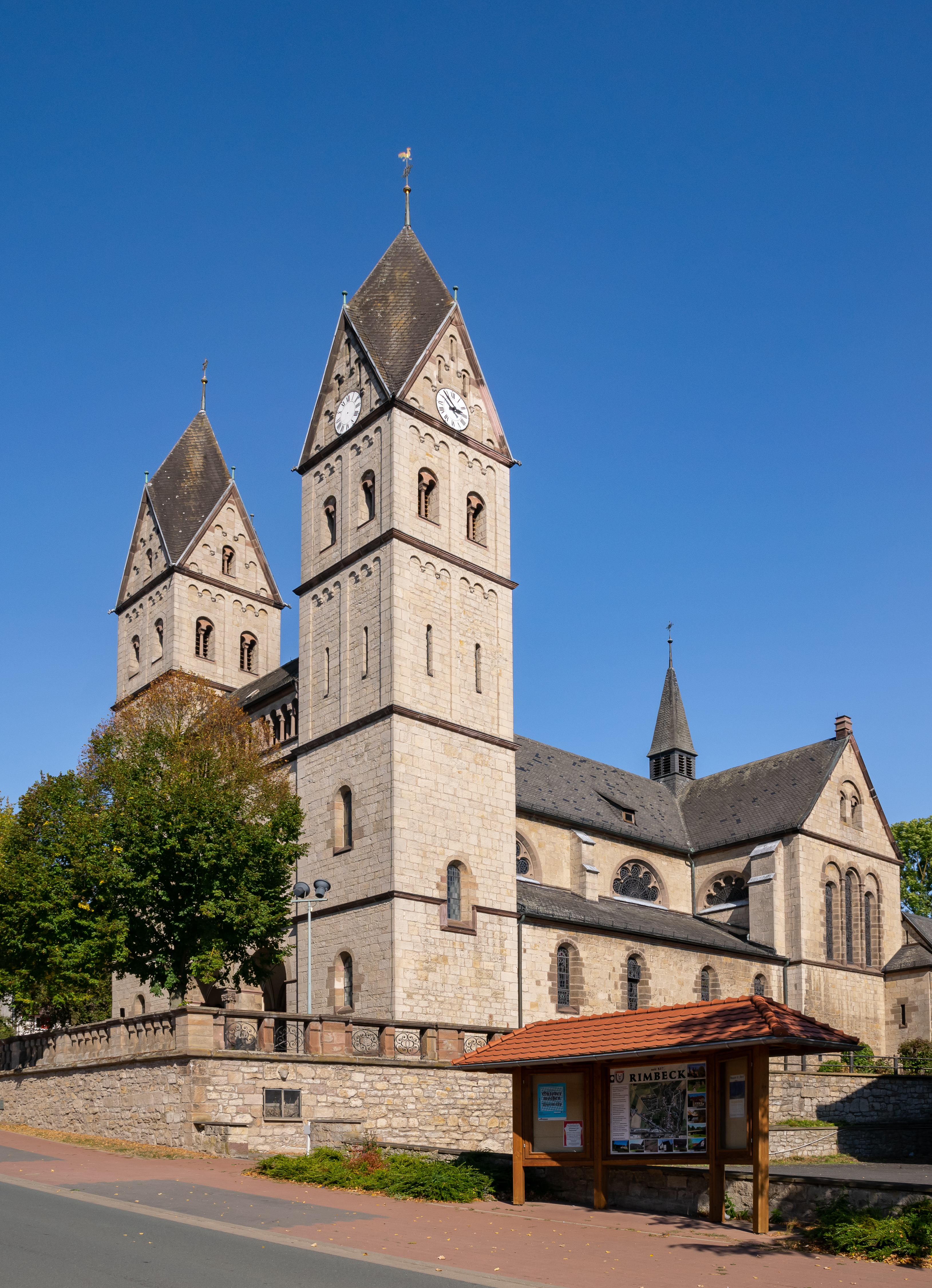
St. Elisabeth

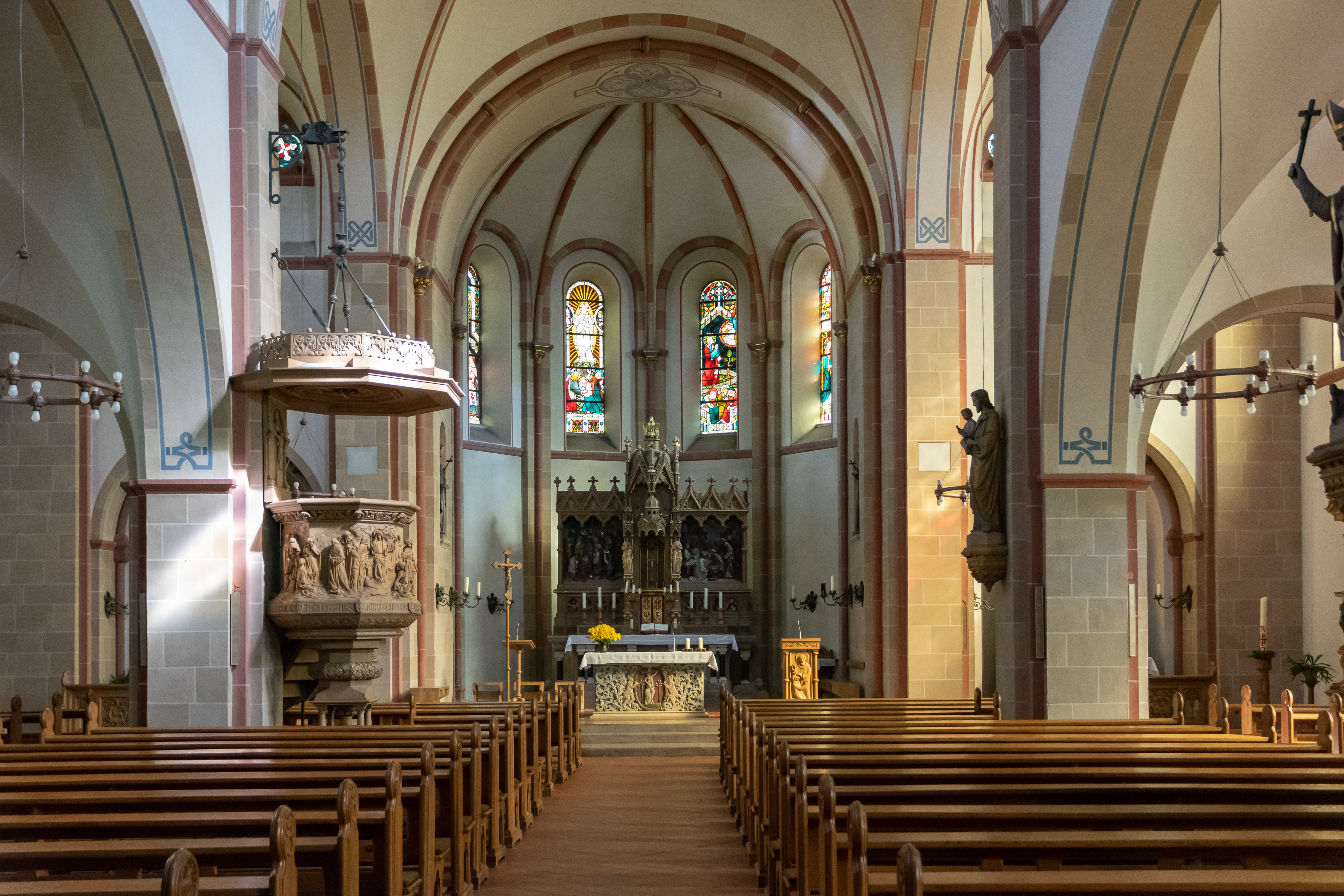
Innenraum

Die katholische Pfarrkirche St. Elisabeth ist ein denkmalgeschütztes Kirchengebäude in Rimbeck, einem Stadtteil von Warburg im Kreis Höxter (Nordrhein-Westfalen).
Das Gebäude wurde 1904 errichtet. In der Kirche steht ein stattlicher Seitenaltar aus Marmor und Alabaster von 1694, erschaffen wurde er von Heinrich Papen. Der Taufstein stammt von 1905. Reliefs, das Antependium und andere Teilstücke eines Altares stammen aus der Zeit um 1700.
Die Orgel wurde 1996 von der Firma Orgelbau Simon aus Borgentreich gebaut.